# List Filemonovi

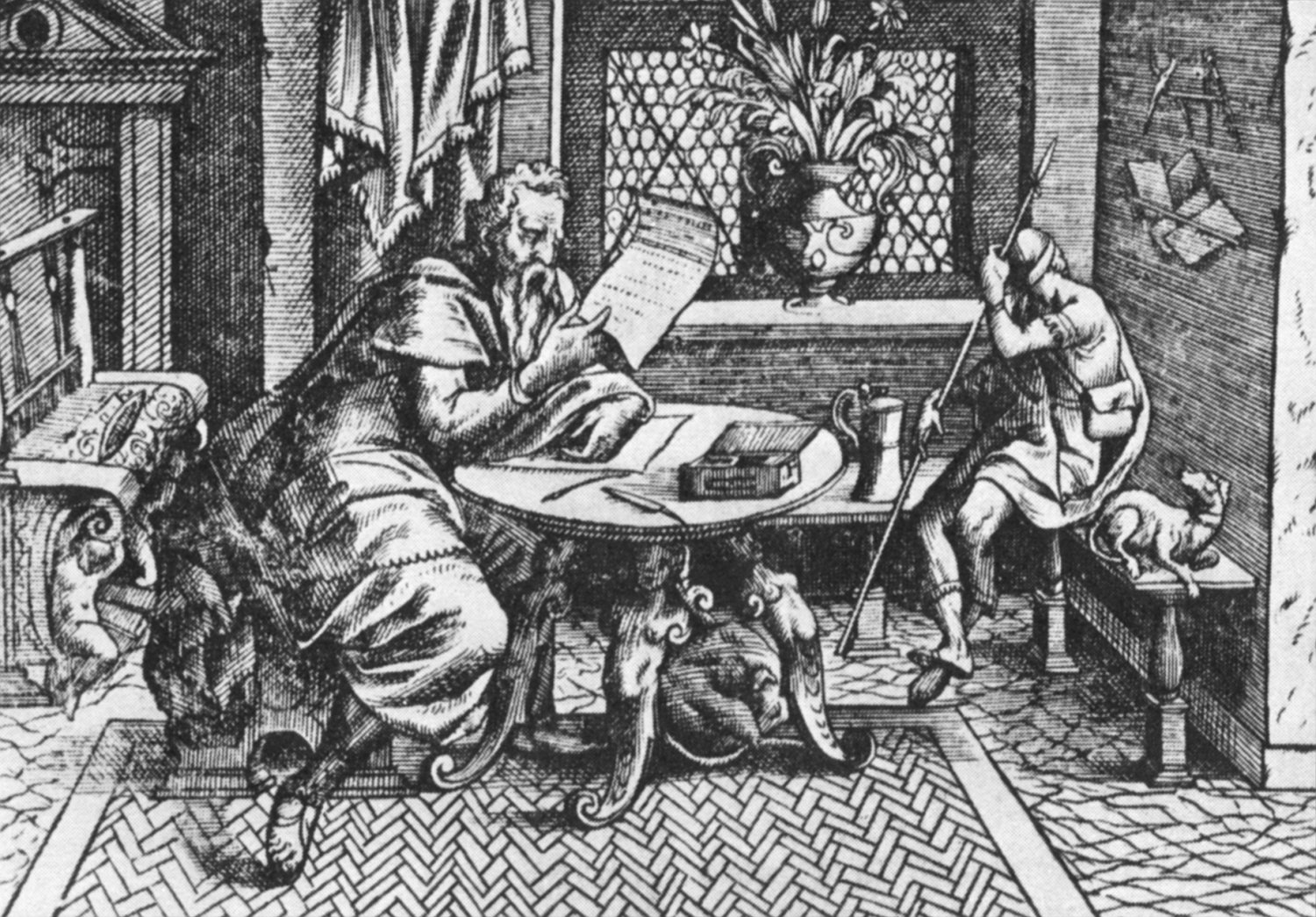
Sv. Pavel. Dřevoryt z Melantrichovy Bible (1570)

List Filemonovi (zkratka Fm nebo Flm) je součást Nového zákona, jeden z listů apoštola Pavla. Byl napsán řecky, patrně roku 62 ve vězení v Římě, současně s Listy Filipským, Efezským a Koloským. O autorství listu není pochyb.
Podle staré tradice byl Filemon zámožný občan obce Kolossy (latinsky Colossae) blízko Laodiceje, dnešního Denzli v Anatolii (Turecko), asi 150 km severozápadně od Anatalye. Pavel jej pokřtil (Fm 19), snad v Efesu, a v jeho domě se koloští křesťané scházeli. Zdejší křesťanskou obec založil Epafras (Ko 1,7; 4,12) a Pavel ji patrně nenavštívil (Fm 1, 22).
List Filemonovi je skutečný osobní dopis, nejkratší z biblických knih. Pavel jej napsal jako doprovodný list pro Onesima, snad uprchlého Filemonova otroka, kterého posílá Filemonovi zpět, a to „jako milovaného bratra“. Podle tradice byli Filemon, Apfie a Archippos (Fm 2) umučeni za Neronova pronásledování, Onesimus se později zmiňuje jako biskup v Efesu.
Protože tématem listu je právě otrok, hrál list významnou roli v debatě o osvobození otroků v 19. století v Anglii a v USA. List Filemonovi sice doporučuje, aby otroka propustil, neříká to ale jako rozkaz. Proto jej mohly používat jako argument obě strany.

## Citát
| „         | Ačkoli bych ti v Kristu mohl směle nařídit, co máš udělat, pro lásku raději prosím, já Pavel, vyslanec a nyní i vězeň Krista Ježíše. Prosím tě za svého syna, kterému jsem dal život ve vězení, Onezima, který ti před časem způsobil škodu, ale nyní je tobě i mně k užitku. Posílám ti ho zpět, je mi drahý jako mé vlastní srdce. Chtěl jsem si ho ponechat u sebe, aby mi ve vězení, kde jsem pro evangelium, sloužil místo tebe, avšak bez tvého souhlasu jsem nechtěl nic udělat, aby tvá dobrota nebyla jakoby vynucená, nýbrž aby byla dobrovolná. | “ |
| — Fm 8-14 | |   |